# Фантазія (музика)
Фантазія (музичний твір) — музична форма що має свої витоки в іншій формі — у ричеркарі (Ricercare), яка народилася з імпровізаційного стилю, зміни в яких були створені на основі популярних пісень і танцювальних мелодій. Токата, прелюдія, ричеркар, фантазія є прикладами цієї стилістичної форми. Ці музичні форми виникли з необхідності музиканта перевірити налаштування свого інструменту, виправити тональність для вокального виконання, розігріти свою техніку, підготувати ґрунт для іншої музики, або час від часу заповнити перерву між піснями і танцями.
Важливою постаттю у розвитку ричеркару є Франсісус Босіненсіс (Francisous Bossinensis, Franjo Bosanac, або Francá з Боснії), який народився в Боснії наприкінці XV століття і деякий час жив у Венеції. Будучи лютністом, він створив для цього інструменту і голосу популярні в Італії того часу форми — ричеркар (ricercare) і фроттоле (frottole). Фроттоле була світською піснею (була популярною між 1470 і 1530 р.), яка у своєму розвитку перетворилась в мадригал, а річеркари створювались як інструментальні прелюдії до фроттоле. Дві його збірки були опубліковані музичним першодрукарем Оттавіо Петруччі, у Венеції (1509) і Фоссомброне (1511). Ці ричеркари були явно призначені для гри в супроводі, а не для виконання на інструменті соло. Ранні ричеркари складалася в основному з типових пассажів, які чергувались з акордовими епізодами, а також були з ознаками спроб досягнення поліфонічного ефекту за рахунок використання незалежних голосів, один з яких знаходився у високому регістрі, а другий — у низькому.
Пізніше в тому ж столітті видатний італійський лютніст Франческо да Мілано продовжує подальший розвиток річеркару, створюючи твори, які були довші і більш структуровані, ніж ранні композиції, а також містили ознаки таких методів, як імітації і секвенції. Ці твори були написані виключно як інструментальні вистави, а не посилання до вокальних творів, як тоді було прийнято. У публікаціях да Мілано ми спостерігаємо перехід від назви«ричеркар» до «фантазії», насправді деякі з його робіт носять назву ричеркари, а згодом в більш пізніх виданнях ті ж самі композиції називаються «фантазіями». 